# Doubts Even Here
«Doubts Even Here» es la séptima canción de New Order de su primer álbum Movement, que fue lanzado el 13 de noviembre de 1981.

## Versiones de otros artistas
- Harry en Essence (New Order Tribute) - 3:46
- El fantasma del oeste de Community 2: A NewOrderOnline Tribute - 04:18
- Philip Eno como una entrada para la Community 2 concurso - 04:02
- Arrasados en New Division of Agony on Ceremony: A New Order Tribute y su próximo álbum de debut - 04:33

- Datos: Q5300199